# Regnans in Excelsis

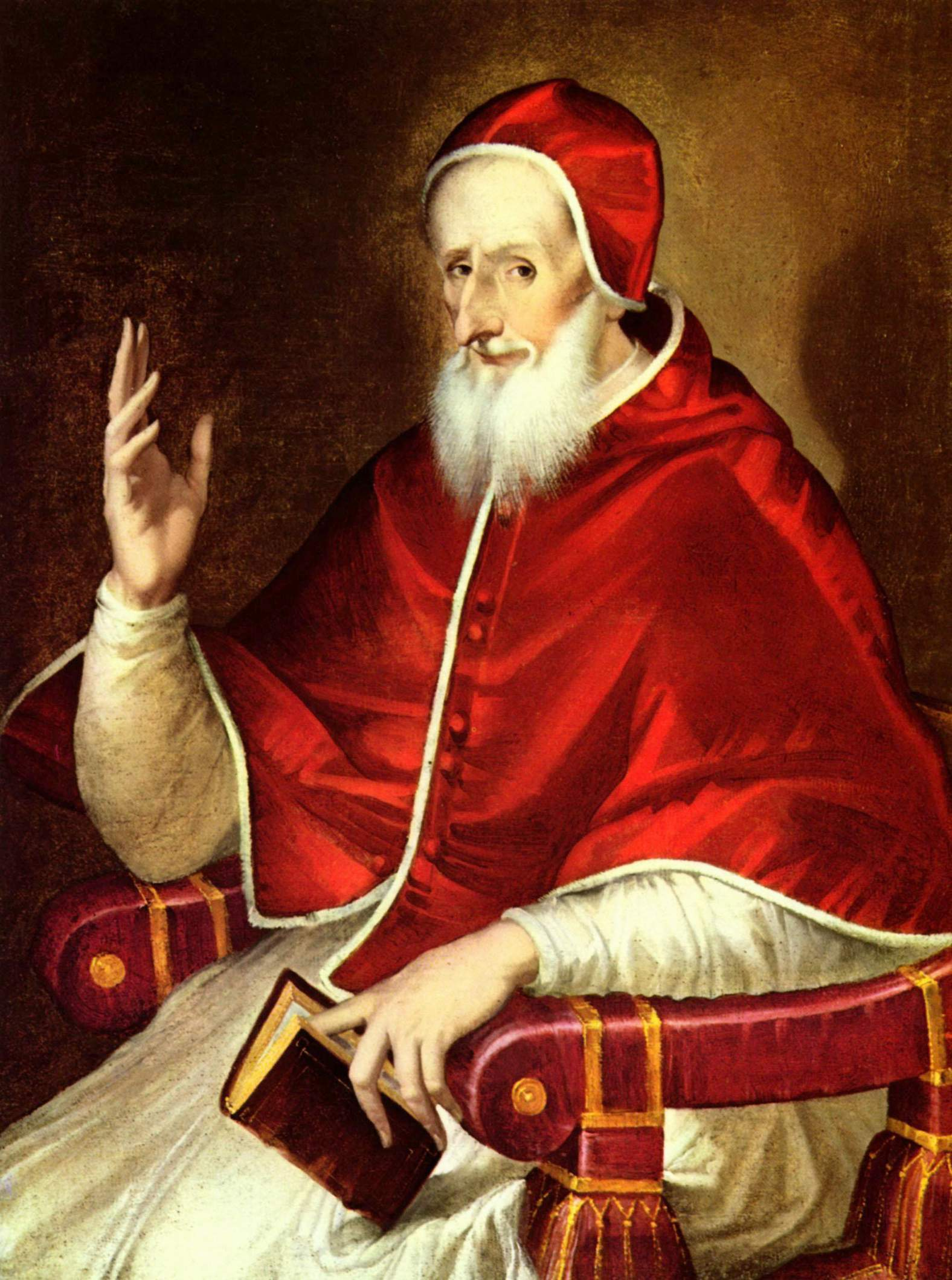
El papa Pío V.

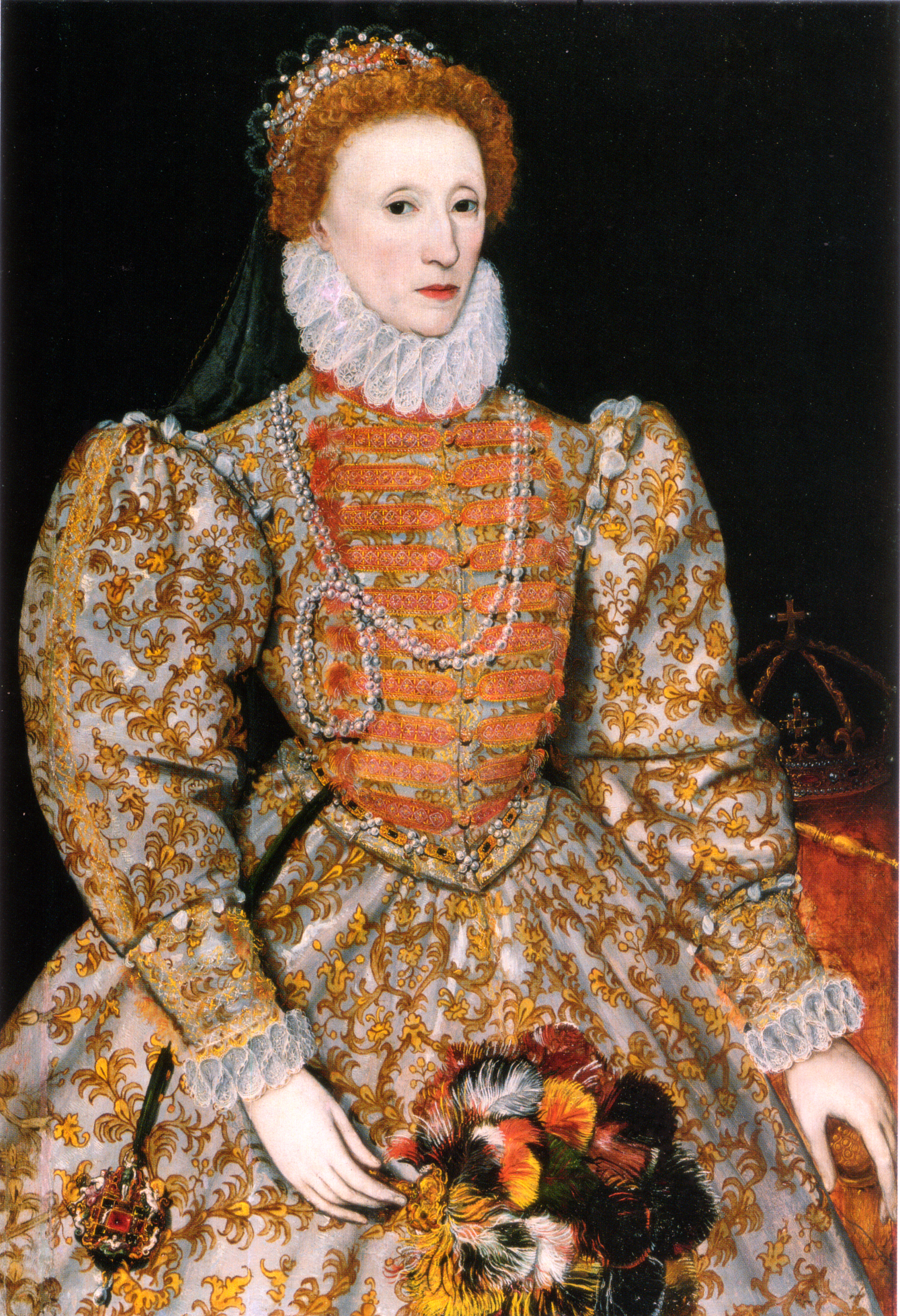
La reina Isabel I de Inglaterra.

Regnans in Excelsis (Reinando sobre las Alturas) es una bula papal publicada el 25 de febrero de 1570 por Pío V declarando a «Isabel, la pretendida Reina de Inglaterra y servidora del crimen» como hereje y liberando todos sus súbditos de cualquier lealtad hacia ella, incluso aquellos que hubieran «prestado juramentos hacia ella», y además excomulgando a cualquiera que obedeciera sus órdenes.

Decretamos y ordenamos a todos los singulares y nobles, sujetos, pueblos y otros que no tienen que obedecer sus órdenes, mandatos y leyes. Todos aquellos que actúen en sentido contrario los incluiremos en esta sentencia de excomunión.

La bula, escrita en latín, recibe el nombre por su íncipit, las tres primeras palabras del texto, y significa «Reinando sobre las Alturas» (una referencia a Dios). Entre las ofensas de la Reina, «Ha eliminado el Consejo Real, formado por la nobleza de Inglaterra, y la ha llenado de hombres oscuros, siendo herejes.»

## Antecedentes
El Papado se había reconciliado previamente con María I, quien devovió la Iglesia de Inglaterra y la Iglesia de Irlanda al catolicismo. Después de la muerte de María en noviembre de 1558, el Parlamento de Isabel aprobó el Acta de Supremacía de 1559, que restableció la independencia de la Iglesia de Inglaterra y la Iglesia de Irlanda del primado papal. Esta bula puede ser vista como un acto de venganza por el estamento religioso, pero debido a que se retrasó once años, es más probable que fuera instigada por la presión de Felipe II de España, del Duque de Norfolk, o de María, reina de Escocia, todos ellos tenían un interés personal en el derribo de Isabel. El retraso fue causado en parte por una serie de pretendientes católicos reales que esperaban casarse con Isabel, y porque ella había tolerado el culto católico en privado. 

## Consecuencias
… La misma mujer, compró y usurpó a su favor el lugar de la cabeza suprema de la Iglesia en Inglaterra, ha vuelto a reducir el mismo reino, que había sido devuelto a la fe católica y a los buenos frutos, a una ruina miserable… declaramos que la mencionada Elizabeth es hereje y productora y defensora de herejes… que ella y sus seguidores han incurrido en la sentencia de excomunión… la declaramos privada de todos los derechos y el poder, la dignidad y el privilegio. Declaramos a todos los nobles, súbditos y personas y todos los demás que los obedecen, liberados de cualquier vínculo de fidelidad y obediencia hacia ella… prohibimos que alguien los obedezca… y excomulgamos a quien haga lo contrario.

La bula fue emitida a favor, aunque posteriormente, del Levantamiento del Norte (1569) en Inglaterra, y de la primera rebelión de Desmond en Irlanda, con el apoyo católico extranjero, endureció su opinión en contra de sus terratenientes católicos. La primera rebelión de Desmond estalló en Irlanda en junio de 1569. Aunque su propósito principal estaba destinado para preservar la independencia de los señores feudales del trono inglés, desarrolló connotaciones religiosas cuando intervino James Fitzmaurice Fitzgerald, quien buscó el apoyo de la Europa católica.
La bula declaró a la reina Isabel excomulgada y absolvió a sus súbditos de cualquier lealtad hacia ella. También excomulgó a cualquiera que obedeciera sus órdenes. Pío V no consultó a ningún gobernante católico. Tanto Felipe II de España como el emperador del Sacro Imperio Romano, Maximiliano II no estaban de acuerdo con su enfoque. Felipe pensó, correctamente, que eso solo endurecería el tratamiento de la Corona hacia los católicos ingleses.
La bula provocó que el gobierno inglés adoptara medidas más represivas contra los jesuitas, a los que temían que estuvieran actuando en interés de España y el Papado. Esta reacción pronto pareció justificada: fue la publicación en Inglaterra de la exhortación de Pío V que dio el impulso a la Conspiración de Ridolfi, en la que el Duque de Norfolk debía secuestrar o asesinar a la reina Isabel, instalar a María, reina de Escocia en el trono y luego convertirse de facto en rey al casarse con ella.
El 1571  Heinrich Bullinger de Zúrich publicó una refutación de la bula.

## Suspensión de 1580-1584
A petición de los jesuitas y para aliviar las presiones sobre los católicos en Inglaterra, el papa Gregorio XIII emitió una aclaración o suspensión en 1580, explicando que los católicos debían obedecer a la reina exteriormente en todos los asuntos civiles, hasta que se presentara una oportunidad adecuada para su derrocamiento. Poco después del inicio de la Guerra anglo-española (1585-1604), los ingleses aprobaron una ley «en contra de los jesuitas, sacerdotes del seminario y otros, tales como las personas desobedientes».

## Renovación en 1588

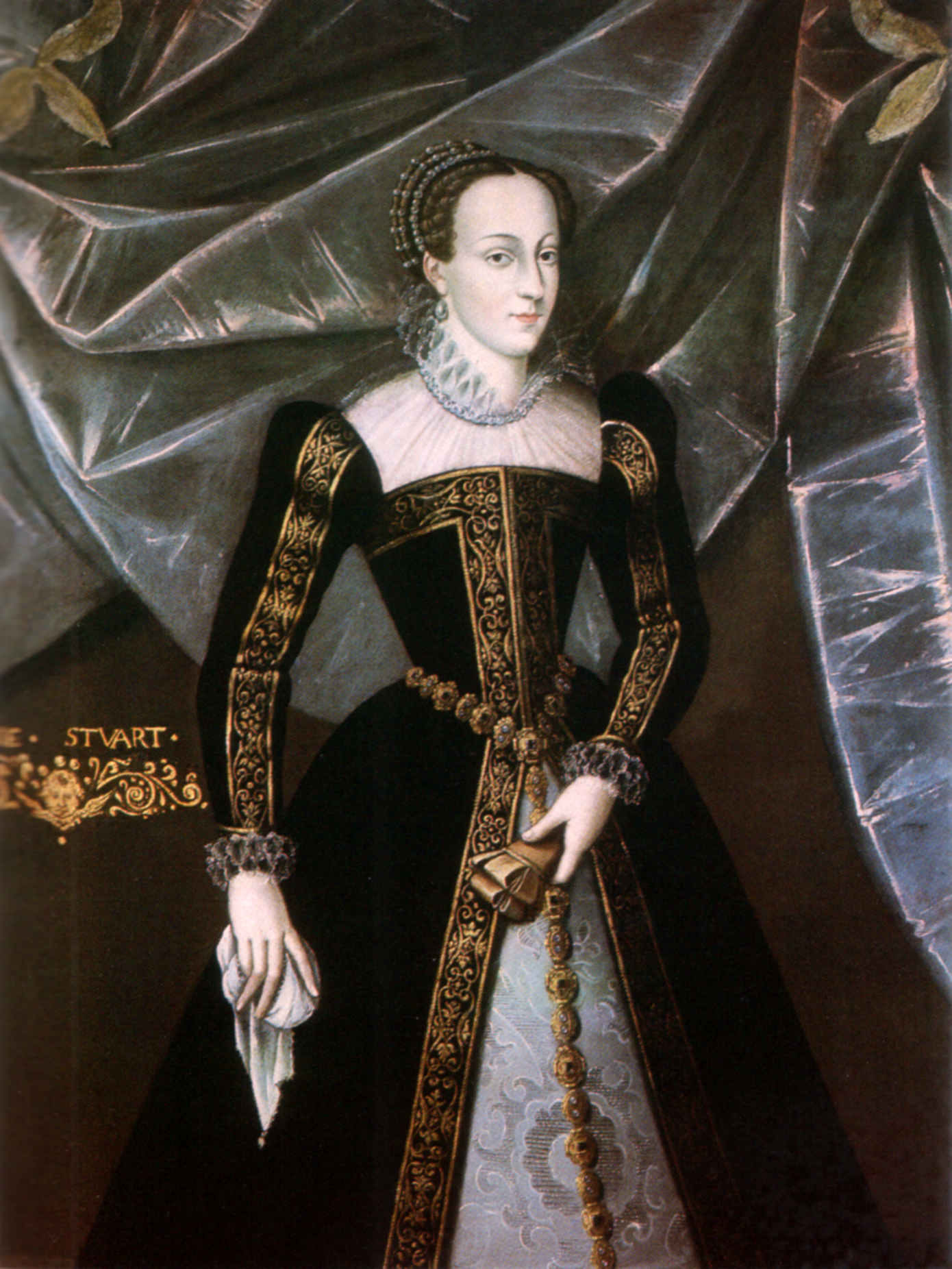
María, reina de Escocia.

En 1588, el papa Sixto V, en apoyo de la Armada Española, renovó solemnemente la bula de excomunión contra la reina Isabel I, por regicidio de María, reina de Escocia, en 1587, así como por los delitos previamente catalogados en contra de la Iglesia Católica. Durante la amenaza de invasión por parte de la Armada Española, se supo que la mayoría de los residentes católicos de Inglaterra se mantuvieron leales, y que los que eran una amenaza real para el trono, como el cardenal William Allen o Robert Persons, ya estaban exiliados.
Mientras que la bula tuvo poco impacto en Inglaterra, causó una grieta para Isabel en el Reino de Irlanda, donde la mayoría de la población se mantuvo católica; Gerald FitzGerald, conde de Desmond, utilizó la bula como justificación de la segunda rebelión de Desmond. Si bien existían divisiones antes de 1570, tras la bula el mundo oficial con sede en Dublín se ajustó al anglicanismo, mientras que la mayoría del Parlamento de Irlanda permaneció católico hasta 1613.